# Estadio Zahir Pajaziti
Estadio Zahir Pajaziti (en albanés: Stadiumi Zahir Pajaziti  </link> ) es un estadio de fútbol en Podujevo, Kosovo. Actualmente se utiliza para los partidos de fútbol del KF Llapi del Besiana en la Superliga de Fútbol de Kosovo. El estadio tiene capacidad para unas 9.000 personas. El estadio lleva el nombre del gran fundador y comandante del Ejército de Liberación de Kosovo, Zahir Pajaziti.